# Hancăuți, Edineț
Hancăuți este un sat din raionul Edineț, Republica Moldova.

## Istorie
Satul Zăbriceni a fost atestat pentru prima dată la 17 aprilie 1429:
„Din mila lui Dumnezeu, noi, Alexandru voievod, domn al Țării Moldovei. Facem cunoscut, cu această carte a noastră, tuturor celor care vor vedea sau o vor auzi citindu-se, că aceasta adevărata slugă a noastră credincioasă, pan Radul, gramaticul nostru, ne-a slujit cu dreaptă și credincioasă slujbă. De aceea, noi, văzând dreapta și credincioasa lui slujbă către noi, l-am miluit cu deosebita noastră milă și i-am dat, în țara noastră, doua sate la Terebne, anume, acele două sate, Zubricăuți și Ivancăuți...

Iar hotarul acestor două sate sa-l aibă și la apa, la Ciuhru, ca facă în el mori; iar hotarul dinspre alte părți, dinspre toate, sa fie după hotarul vechi, pe unde au folosit din veac.

...

Iar pentru mai mare întărire a acestei cârti a noastre mai sus-scrise, am poruncit slugii noastre credincioase, pan Neagoe logofăt, să atârne pecetea noastră la această carte a noastră.
A scris Ivașco al lui Bratei, la Suceava, în anul 6937 <1429>, luna aprilie 17.”

## Demografie

### Structura etnică
Structura etnică a satului conform recensământului populației din 2004:
| Grup etnic         | Populație | % Procentaj |
| ------------------ | --------- | ----------- |
| Moldoveni / Români | 1112      | 99,28%      |
| Ruși               | 5         | 0,45%       |
| Ucraineni          | 3         | 0,27%       |
| Total              | 1122      | 100%        |

## Administrație și politică
Componența Consiliului local Hancăuți (9 consilieri), ales la 5 noiembrie 2023, este următoarea:
|  | Partid                                | Consilieri | Componență | Componență | Componență | Componență | Componență |
|  | ------------------------------------- | ---------- | ---------- | ---------- | ---------- | ---------- | ---------- |
|  | Partidul Liberal Democrat din Moldova | 5          |            |            |            |            |            |
|  | Partidul Social Democrat European     | 3          |            |            |            |            |            |
|  | Partidul Acțiune și Solidaritate      | 1          |            |            |            |            |            |

## Personalități originare din Hancăuți
- Valeriu Bobuțac - politician și diplomat, ministru al economiei din Republica Moldova